# Coilbox
Coilbox est un groupe espagnol de heavy metal, originaire de Madrid. Le groupe mêle de nombreux genres musicaux incluant metal alternatif, nu metal, metal industriel, thrash metal, groove metal, punk hardcore, mathcore et djent.

## Biographie
Coilbox est formé en janvier 2000. En mai 1999, quelques mois après la dissolution du groupe 3 Million Eyes, Joseba (ensuite guitariste de nChi2), Sergio Hernández, José Hurtado et Roberto Galán décident de lancer un nouveau projet musical appelé Selfish Gen. Hev (ex-LAB-9 et 3 Million Eyes), Daniel Sanz, et Toni Hurtado (aussi ancien membre de 3 Million Eyes) se joignent à la formation. César Herráiz viendra compléter la formation, et le groupe changera de nom pour celui de Coilbox.
Le groupe joue en première partie pour Skunk D.F. à la Sala Caracol le l2 juillet 2000. Il effectue ensuite son deuxième concert à la Sala Silicone le 26 octobre 2000, puis Luis Tárraga de Hamlet leur propose de produire leur première démo. Le 4 décembre, Coilbox entre aux studios Lemon de Madrid pour enregistrer leur première démo avec Roberto Galán, Alberto « Flor » Seara, et Tárraga. Au début de 2001, la démo de Coilbox est présentée le 20 janvier à la Sala Ritmo y Compás. Ils participent ensuite à un concours organisée par la radio RNE 3. Vers 2002 ils signent au label Zero Records et publient un premier album intitulé Coilbox 13.
En 2003 Hevor (chant), Fede (claviers), Edu (batterie) et Dani (DJ) quittent le groupe, laissant derrière eux Sergio Hernández, Toni et José Hurtado. Ces derniers recrutent alors Lin Chang (batterie), Kantz (chant) et Tute (claviers et chœurs), puis enregistrent l'album The Havoc, orienté djent et metalcore. Le groupe annonce sa séparation en 2006.
Il se reforme en 2011. En 2013 sort une nouvelle chanson intitulée The Beauty of Imperfection.

## Membres

### Membres actuels
- José Hurtado - basse (2000-2006, depuis 2011)
- Toni Hurtado - guitare (2000-2006, depuis 2011)
- Sergio Jerez - batterie (depuis 2012)
- Flack - claviers (depuis 2018)
- Christian Taylor - guitare (depuis 2019)

### Anciens membres
- Hev Arriols - chant (2000-2003)
- Edu Ostos - batterie (2000-2003)
- DJ Spite - DJing (2000-2003)
- Cesar Herrainz - claviers (2000-2001)
- Fede - claviers (2001-2003)
- J.A. Soler « Kantz » - chant (2003-2006)
- Lin Chang - batterie (2003-2006)
- Tute - claviers (2003-2006)
- Iván Ramírez - batterie (2011-2012)
- Sergio Hernández - guitare (2000-2006, 2011-2015)
- Israel Domínguez - chant (2011 - 2016)
- Destro - guitare (2016 - 2019)
- Drown - chant (2016 - 2019)

## Discographie
- 2001 : I Miss You (démo)
- 2002 : Coilbox 13
- 2004 : The Havoc